# ハーバート・ビックス
ハーバート・P・ビックス（Herbert P. Bix、1938年 - ）は、アメリカの歴史学者。ニューヨーク州立大学ビンガムトン校名誉教授。元一橋大学大学院社会学研究科教授。著書『昭和天皇』で2001年にピューリッツァー賞を受賞。

## 略歴
マサチューセッツ州生まれ。ハーバード大学で歴史と極東語の博士号を取得。日米両国で現代史を教えている。2001年3月に一橋大学大学院社会学研究科地球社会研究専攻・社会学部教授を定年退官。ニューヨーク州立大学ビンガムトン校歴史学部教授・副理事長・研究科長を経て名誉教授。アジア研究者委員会（Committee of Concerned Asian Scholars、1968年に組織された親中派の在米左翼団体）の創立メンバーでもある。
著書『昭和天皇』において昭和天皇が戦争に積極的に関与したという主張を提示し、論争を引き起こした。昭和天皇を「ただ自分の地位を守ることに汲々とし、他人の犠牲を省みず、近代君主の座を占めたかつてない不誠実な人物」 と記述している。同書で2001年にピューリッツァー賞を受賞。選考にあたってビックス著作を推薦したのは、ニューヨーク・タイムズ紙の書評委員クリストファー・リーマン=ホート(Christopher Lehmann-Haupt)、ニューヨーク・タイムズ紙編集委員カール・E・マイヤー(Karl E. Meyer)、児童精神科医ロバート・コールズ(Robert Coles)で、いずれも歴史学の専門家ではなかった。

## 評価

### 肯定的評価
歴史学者ガー・アルペロビッツは、昭和天皇が受け身だったとする従来の古いイメージを粉砕し、戦争決定にする充実した研究とした。
歴史学者中村政則は「軍部に操られた立憲君主」「平和主義者」と流布されてきた昭和天皇像を覆す研究とした。ビックスは中村の著書の翻訳も行っており、親交関係がある。
ビックス原著ハードカバー裏表紙には以下のような称賛コメントがキャッチコピーとして寄せられている。
『日本封じ込め』などで日本強硬論者のジェームズ・ファローズは「最高の研究成果」とした。
歴史学者ジョン・ダワーは新資料を駆使しての卓越した鋭い研究とした。歴史学者ブルース・カミングスは「天皇ヒロヒト評伝の決定版」とした。両者はビックスと同じくアジア研究者委員会（Committee of Concerned Asian Scholars）委員である。
ハーバード大学歴史学教授アンドルー・ゴードンは「定説を斬る、重要」な本とした。
国際政治学者チャルマーズ・ジョンソンは「第二次世界大戦について書かれたもっとも重要な一書であり、政治哲学の大作」とした。
タフツ大学教授マーティン・シャーウィンは「学術研究と熟練した技の勝利」とした。
この他、MIT教授レスター・C・サローや言語学者ノーム・チョムスキーがキャッチコピーを書いている。

### 批判的・否定的評価
ビックスの書物が海外で肯定的に評価される一方で、日本ではビックスが一橋大学に在籍していた時の同僚の中村政則や吉田裕（日本語版監修者）を除くと、批判的評価が多い。
ジャーナリストの長谷川煕は、資料の扱いがいい加減で、いまも真相が不明なことを根拠も示すこともなく断定する箇所が頻々とでてくるとした。
政治史学者御厨貴は「思い込みによる断罪」で、すでに天皇は断罪されていると指摘した。
日本政治思想史研究の原武史は性急さが目立ち、ビックスは単純化しているとした。
ハワイ大学のジョージ・アキタ教授は同書は学問的論考というより小説的であると主張し、ビックス自身も一部認めている。
ビックスの昭和天皇論は、オリジナルではなく（左派系の）山田朗と吉田裕の研究を下敷きにした焼き直しという主張がある。例えば伊藤之雄は著書『昭和天皇伝』で、古川隆久は著書『昭和天皇』（中公新書）で、ビッグスを事実関係の不備が目立つとする一方で、山田朗と吉田裕を「水準が高い」「優れている」と述べていることについて、ビッグスを批判していながら「ビッグスが拠った山田朗と吉田裕の研究」を評価しており視座が定まらない、と見解を述べている。同じく歴史学者秦郁彦も、ビックスの『昭和天皇』は、山田朗と吉田裕の著作が種本と評している。
秦郁彦は、盧溝橋事件に関して「天皇も初めから参謀本部の不拡大方針に反対する決定を支持してきた」とビックスは書くが、典拠とされた江口圭一論文にはそのような記述はなく、また江口は秦の『盧溝橋事件の研究』での盧溝橋事件の第一発は中国第29軍兵士のよる偶発的射撃とする指摘を支持しており、明らかに誤読であると批判した。
坂野潤治は、天皇は立憲主義者として自己主張を抑制したから戦争責任はないとする擁護論や、国家元首かつ大元帥だった天皇は、満州事変も日中戦争も太平洋戦争も止められたはずだとう単純な批判論と比較すると一歩進んでいるとしつつも、ビックス『昭和天皇』は、天皇は初めから悪玉と決められており、天皇の戦争回避のための努力は意図的に戦争推進のためと読み変えており、具体的には、天皇と牧野伸顕が昭和8年1月〜2月に関東軍を封じて国際連盟脱退回避の努力を行ったかは牧野伸顕日記を読めば一目瞭然だが、日記の一部分だけ引用して、「天皇や側近が、陸軍の大陸政策に代案を示すことで連盟脱退を回避しようとしたことを示す文書は存在しない。・・・手に負えなくなった陸軍と良い関係を維持することは、当時の天皇にとって国際親善よりも重要だった」（上巻、p231-ｐ232）と断定していることを挙げている。
ルードヴィヒスハーフェン経済大学東アジアセンター教授の歴史学者ピーター・ウエッツラーは、マルクス主義の階級理論では、権力の分配、社会的評価、生活様式、イデオロギー、社会における態度はすべて、生産・配給手段に対する階級関係によって決定されるが、ビックスもこの立場をとっている。ビックスやジョン・ダワーらの世代は、「アメリカ人学者によくみられる自己中心性から免れていない。（中略）ビックスは右ではなく左から来ているが、結果は同じ「不寛容」に至る。彼もまた自分と同じ見方をしない者を切り捨てるか無視する傾向にある」「ビックスのようなマルクス主義学者のなかには、自分勝手な真理に基づいて、人の著作や活動を曲解している者が少なくない。彼らが研究の対象とする人びとは、自身の思考と行動の真の理由がわかっておらず、自分の意図を明確に述べる能力がないという前提があって書いていることをうかがわせる。いわば学者の俗物根性であるが、それがまさしくビックス著の特徴である。」と指摘している。
翻訳者・森山尚美は「間違いが多いということ自体よりも、何度も訂正の機会があったにもかかわらず、（中略）訳が全面的に見直されていないし、多くの間違いが見過ごされている」と指摘している
伊藤之雄は、ビックスが当時の手紙・日記・書類など一次資料を用いて考察せず、近代日本の立憲君主制解釈或いは明治憲法の運用慣行それ自体について誤った理解をしていると述べている。ビックスの『昭和天皇』については、ウィリアム・ウェブ裁判長から提出された、事実を過度に単純化して天皇に戦争責任があるという論理を追認しているだけで、研究文献や史料の中において自らの論理に都合が良いもの或いは都合の良い一部分だけを使用しているに過ぎず、さらに、近年論じられるようになった被害者を守るための商取引で使われる企業側の説明責任を安易に応用しているが、欠陥商品による事故は企業に責任があるのに対して、戦争は関わった関係国に何がしかの原因があるため教訓になりえない、と批判している。

## 著書

### 単著
- Peasant Protest in Japan, 1590-1884, (Yale University Press, 1986).
- Hirohito and the Making of Modern Japan, (Harper Collins Publishers, 2000).

『昭和天皇（上・下）』吉田裕監修、岡部牧夫・川島高峰・永井均訳（講談社, 2002年／講談社学術文庫, 2005年）

### 共編著
- （粟屋憲太郎・豊田雅幸）『東京裁判と国際検察局――開廷から判決まで』（現代史料出版, 2000年）

### 翻訳
- Masanori Nakamura, The Japanese Monarchy: Ambassador Joseph Grew and the Making of the "Symbol Emperor System," 1931-1991,(M. E. Sharpe, 1992).
  - 中村政則『象徴天皇制への道――米国大使グルーとその周辺』岩波書店［岩波新書］, 1989年